# 天環

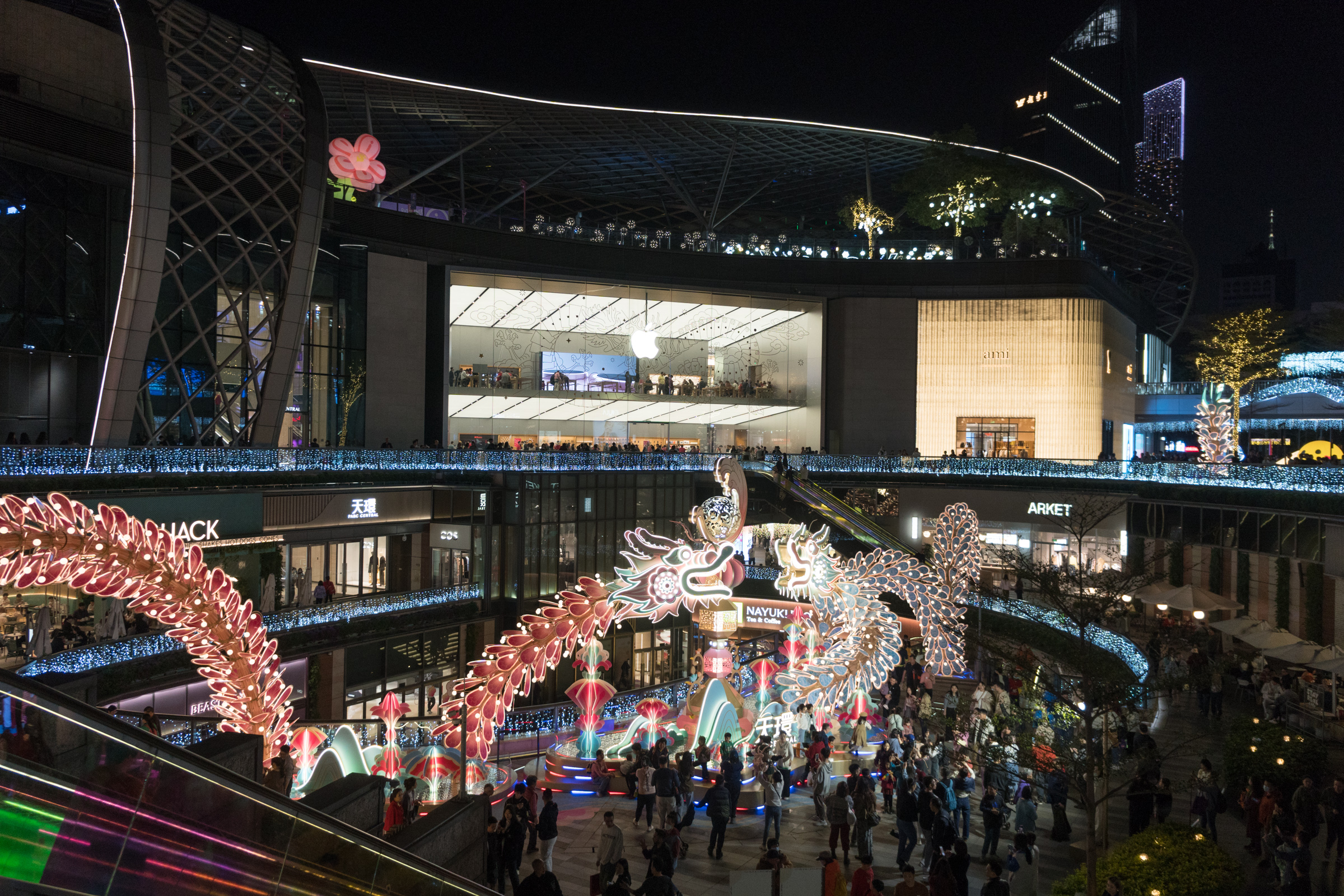
2024年春节期间夜晚的天环

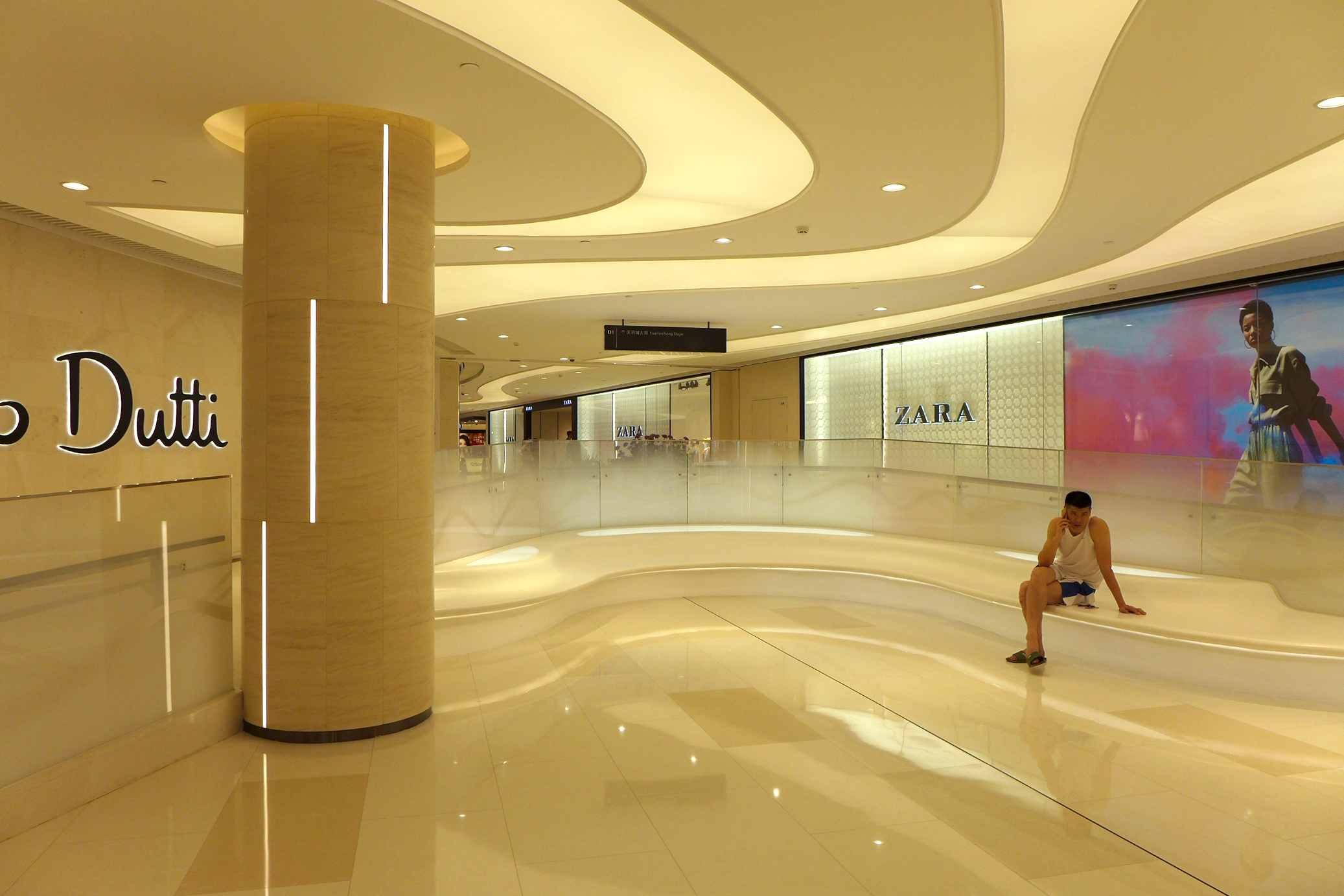
天環廣場B1層閒座區

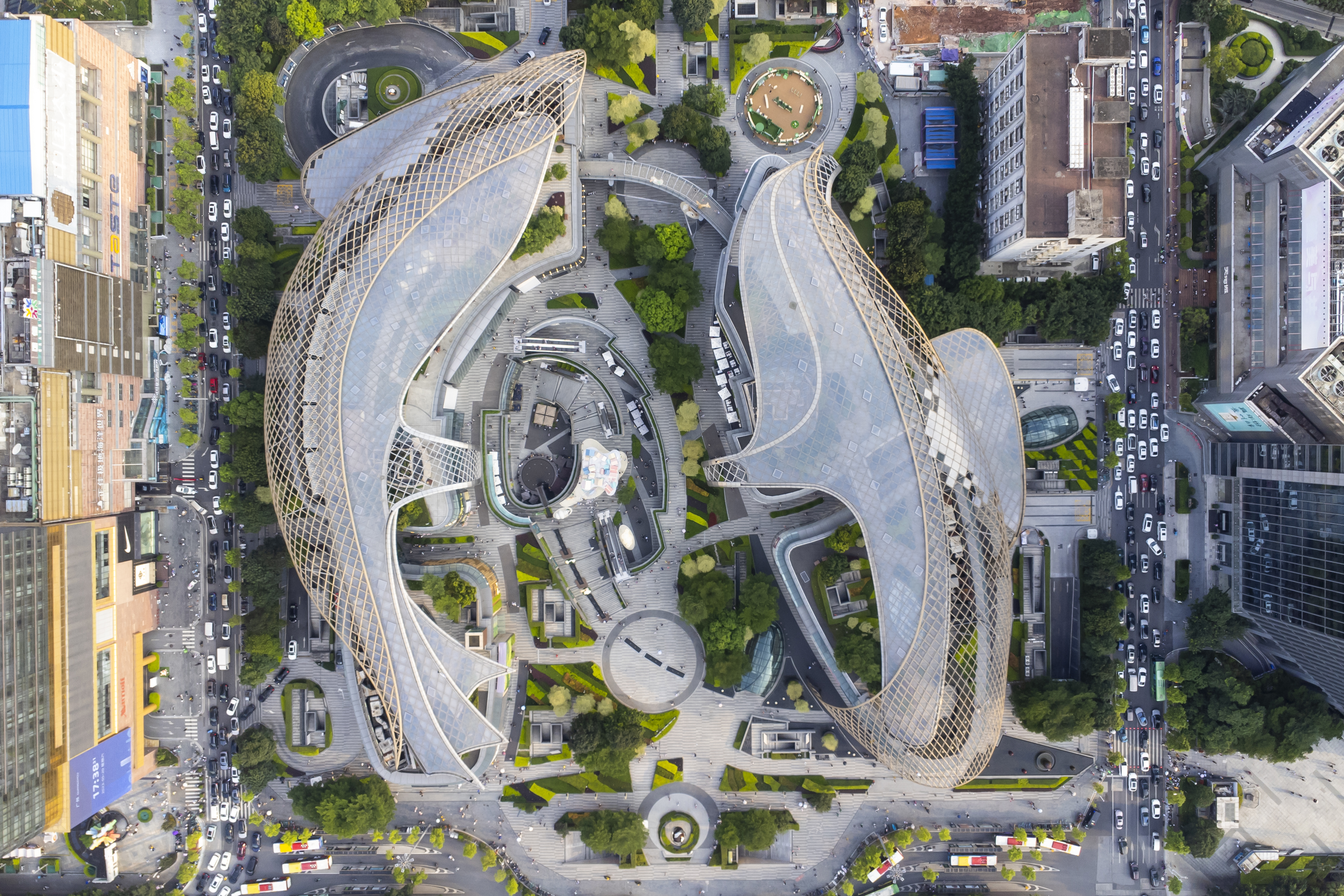
从空中俯瞰天环广场

天環（英語：Parc Central）又稱天環廣場，位於中國廣州市天河區天河路，是一個集購物、餐飲、娛樂、文化和休閒等多種功能且達國際級水準的大型購物中心公園，總樓面面積約11萬平方米。开发商為新鴻基地產，並由英國貝諾及呂元祥建築師事務所完成建筑设计、总体规划及室内设计；香港呂元祥建築師事務所完成执行设计。廣州首間Apple Store亦於2016年1月28日在此開幕。

## 歷史
天環地皮的前身為宏城廣場，於1997年落成，是有200多間商舖的大型商貿城。該處亦為近郊樓巴及新樓盤看樓巴士的熱門乘坐點，當年曾經有50多条樓巴停泊在宏城停車場內，眾多郊區樓盤居民靠樓巴往返市區。
2009年5月13日，廣州市土地開發中心發出通告，明確宏城廣場臨商建築將於同年6月30日到期，規劃部門將不再進行臨時建築延期審批，並與物業公司將公告發至宏城廣場內每個檔口及在現場張貼。同年5月15日，市土地開發中心將宏城廣場按現狀移交至新業主廣州新中軸建設有限公司。廣州市建委新聞發言人表示，按市政府要求，宏城廣場清拆後會規劃為大型市民休閒廣場，並作為2010年亞運期間天河體育中心人流疏導重要節點。同年7月1日，新中轴公司开始入场拆除宏城广场，樓巴站全部搬遷，並改造為公園。
2010年，廣州市國土資源和房屋管理局決定將宏城項目地塊協議出讓，同年新鴻基地產以10億元獲得項目80%股權，成為地皮實際控制人，至2012年明確為商場規劃。2011年7月，該處被圍蔽，政府指綠化公園為過渡產物，最終目標要回歸商場。政府部門在亞運前就對該地皮有所規劃，但由於當時規劃方案難以趕在亞運前實施，該處才被臨時改造成綠化廣場。亞運後，改造方案又多次提交廣州市城市規劃委員會審議，規委會專家出於對中軸線景觀的保護等因素考量，提出應壓低地上建築量。因此，設計單位將主要商業面積放在地下，地上大部分都是綠化、廣場和開放空間，整體是環繞低於地面的園林花園設計。
2016年1月28日，广州首家Apple Store于此开业。同年3月26日，天环广场试营业。同年，天环广场入选“广州十佳购物中心”。

## 建築
天環分為地上2層（部分1層）和地下3層（部分1、2層），地上建築面積20434平方米，地下建築面積89998平方米，包括零售、休閒及餐廳等設施。地下車庫配置機動車泊位573個，非機動車泊位1580平方米。

## 租戶
天環首間開業的租戶為廣州首間蘋果零售店，於2016年1月28日開幕。場內設多間國際知名品牌。

### L1/F
商场一层以中高端零售为主，包括有時裝及潮流零售店Furla、A&F、Studious Tokyo、Gentle Monster、Marni Market，钟表珠宝店Rolex、Tudor、Panerai、BREITLING、ZENITH，专业运动品牌Arc'teryx、Lululemon、BURTON、DESCENTE，高端美妆品牌YSL Beauty、Tom Ford旗舰店、LA MER旗舰店；网红餐饮星巴克臻选、喜茶Lab店以及苹果零售店等。

### L2/F
商场二层以网红餐饮、个人护理为主，包括有%Arabica、M Stand、KNOT KNOT、莆田和超级猩猩等。

### B1/F
负一层以时尚品牌、高端护肤和网红餐饮为主，包括COS、ARKET、H&M、ZARA、Hollister、Massimo Dutti、ZARA HOME、initial及Stay Real等；高端美妆护肤及香薰品牌GA Beauty、Lancôme、Sisley、CPB、娇兰、赫莲娜、Valentino Beauty、帕尔马之水、POLA、Laura Mercier、修丽可等；餐廳Shake Shack、Pizza Express、StayReal Café、凑凑、Starbucks、半藏等。購物中心亦設香港百老匯院線旗下的百麗宮LUXE影院及星級美髮店TIGI by IL COLPO。

### B2/F
负二层以时尚零售品牌和餐饮为主，包括Piping Hot、野兽派、JORYA、AAPE、家具店Cabana等；餐廳ASIA TABLE、GAGA、LeTAO、Manner coffee、Ninethirty、榕意、星美乐、小炳胜、八月翠園等。

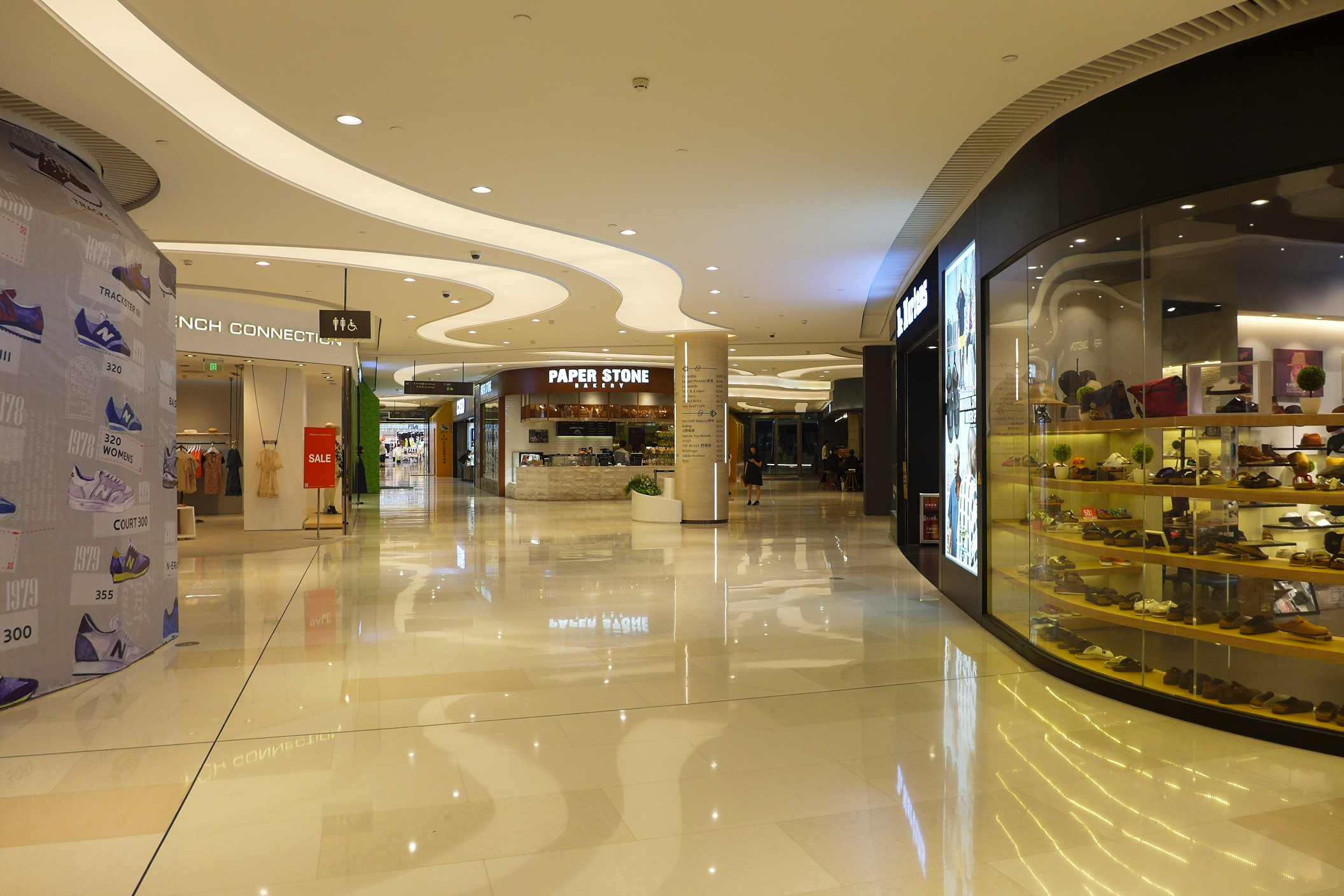
B2層
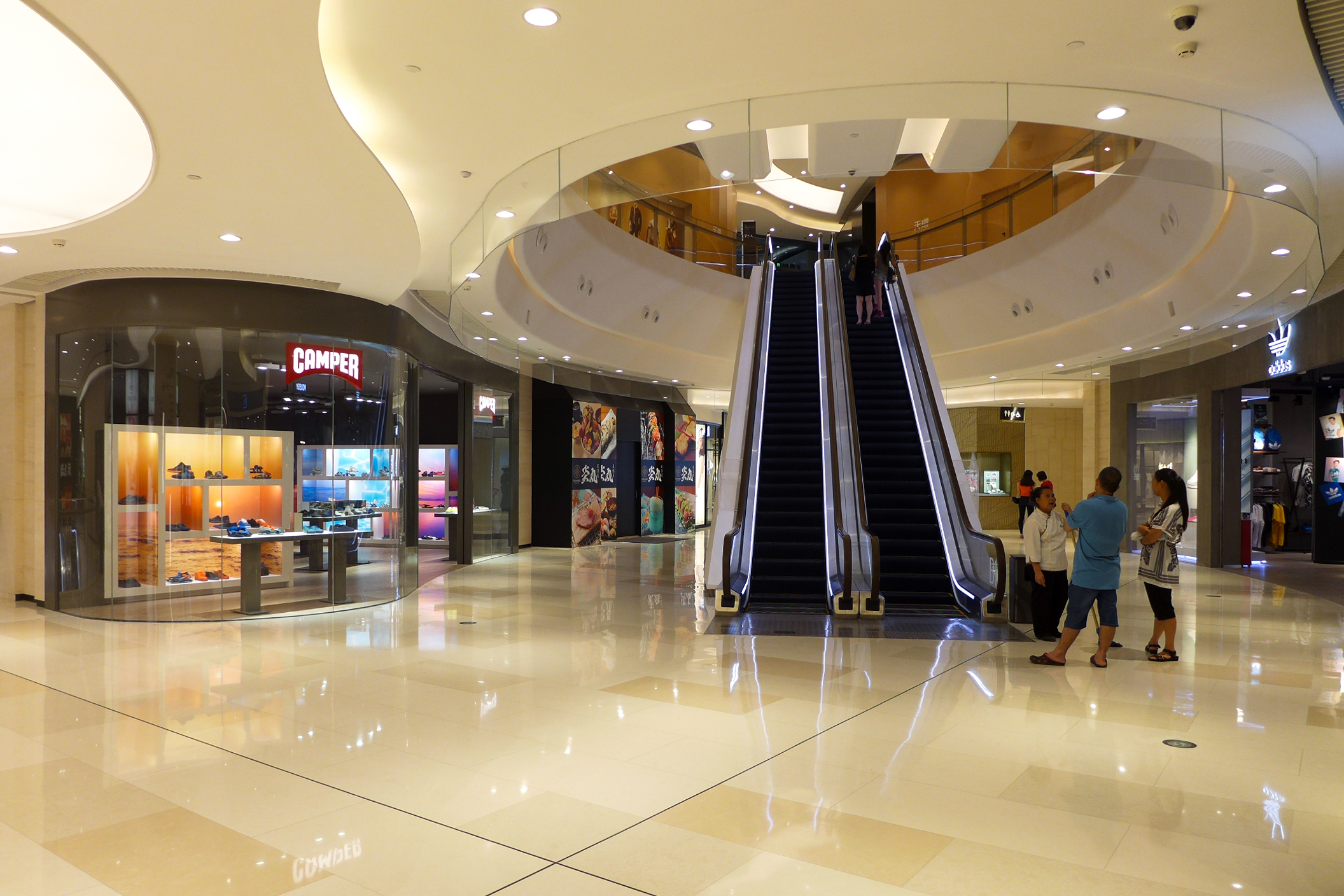
B1層
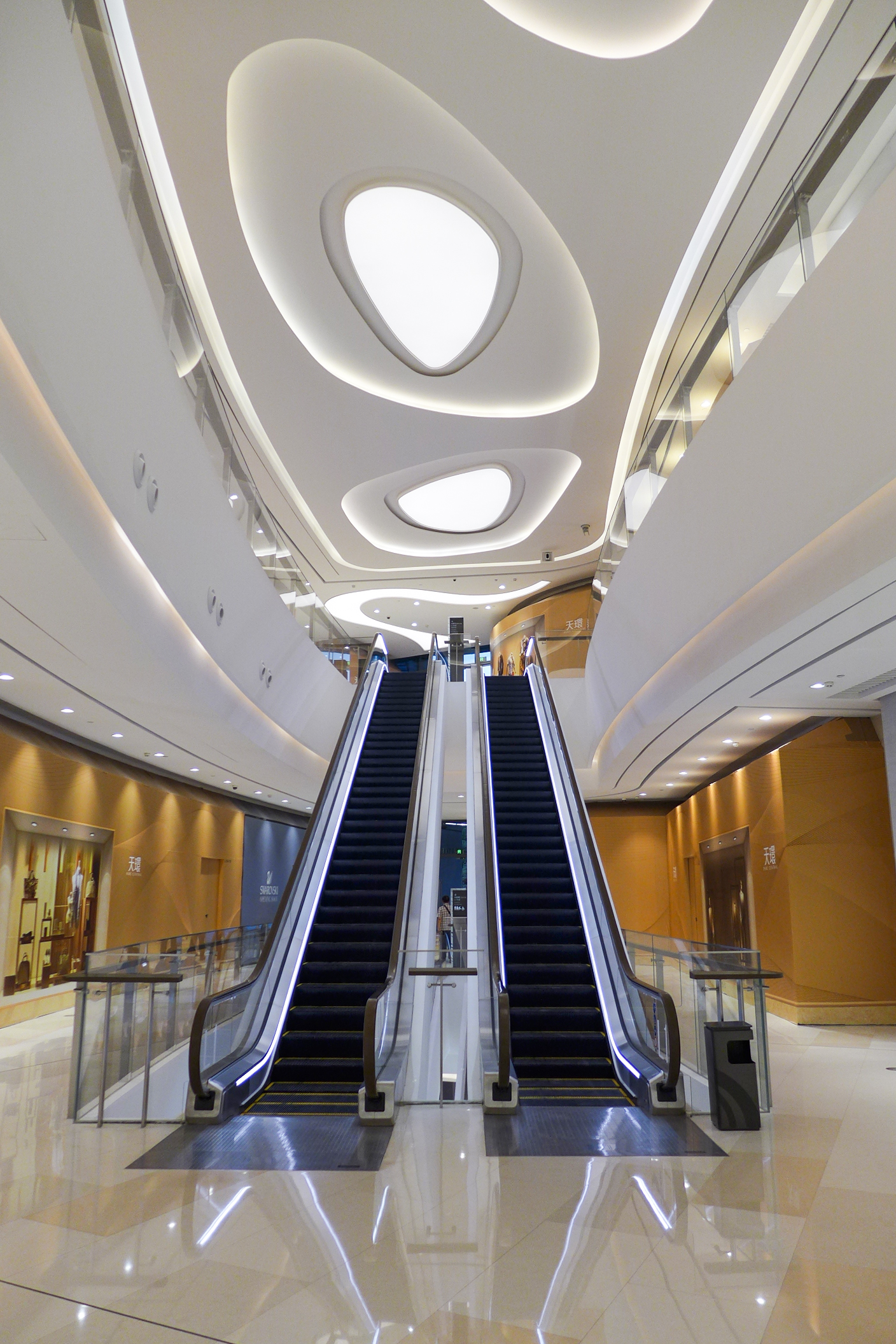
1-2樓中庭
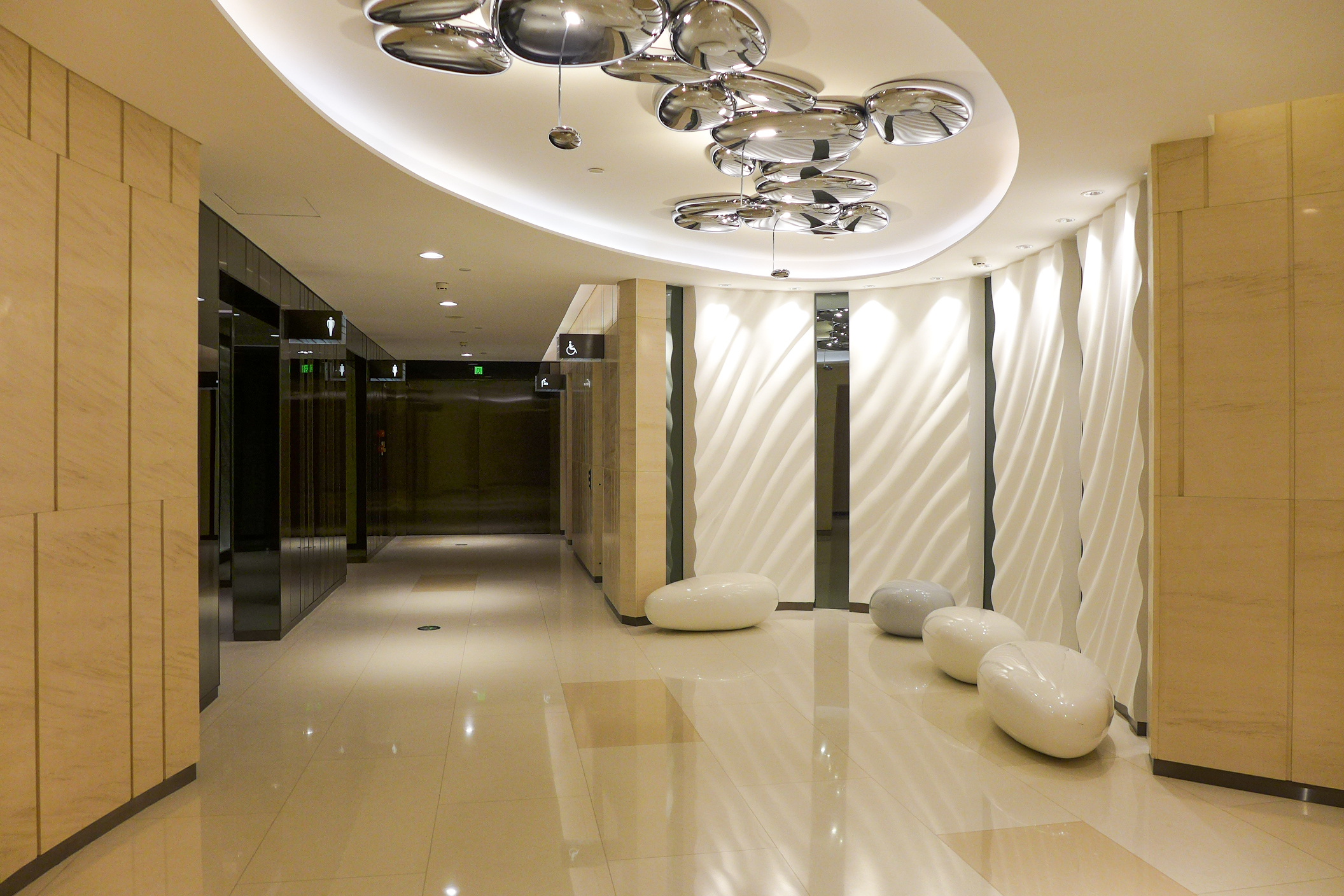
洗手間入口設閒座區給遊人休憩

## 公共交通
- 廣州地鐵
  - █1号线 █3号线：體育西路站
  - █1号线：體育中心站
  - █APM线：天河南站（有地下通道直通商場）
- 廣州BRT：體育中心站

## 外部連結
- 項目介紹 - 新鴻基地產
- 設計介紹 - 貝諾建築公司
- 設計介紹（页面存档备份，存于） - 呂元祥建築師事務所